# کراسیمیر چوماکوف
کراسیمیر چوماکوف (بلغاری: Красимир Чомаков؛ زادهٔ ۸ ژوئن ۱۹۷۷) بازیکن فوتبال اهل بلغارستان است.
از باشگاه‌هایی که در آن بازی کرده است می‌توان به باشگاه فوتبال پانیونیوس، باشگاه فوتبال لکو ۱۹۱۲، باشگاه فوتبال کرمونزه، باشگاه فوتبال لچه، باشگاه فوتبال یو. اس. پرگولیتزه، و باشگاه فوتبال زسکا صوفیه اشاره کرد.
وی همچنین در تیم‌های ملی فوتبال زیر ۲۱ سال بلغارستان و بلغارستان بازی کرده است.